# Alan Cox (cầu thủ bóng đá)
Alan William Cox (1920 – 1993) là một cầu thủ bóng đá người Anh, thi đấu ở vị trí tiền vệ chạy cánh ở Football League cho Tranmere Rovers.